# Потамологија
Потамологија (грчки ποταμός ријека + -логија), грана хидрологије која се бави истраживањем ријека,  физичким и хемијским својствима ријечне воде и биологијом ријека.